# 平野町駅
平野町駅（ひらのまちえき）は、かつて愛知県名古屋市西区平野町にあった、名古屋鉄道（名鉄）一宮線の駅である。

## 歴史
- 1910年（明治43年）5月6日 - 名古屋電気鉄道枇杷島線の軌道線停留所として開業[2]。1912年（明治45年）3月時点での名称は平野町停留所であった[3]。
- 1912年（明治45年）3月29日 - 枇杷島線を軽便鉄道法に基づく鉄道に変更[4]。一宮線の鉄道駅としてはこの日を開業日とする[1]。
- 1912年（大正元年）8月6日 - 一宮線枇杷島橋駅 - 西印田駅間が開業。駅名・哩程が変更され八坂町駅となる[5][6]
- 1922年（大正11年）12月5日 - 平野町駅に改称[7]。
- 1941年（昭和16年）8月12日 - 新線（東枇杷島信号所 - 新名古屋駅間）の開業に伴い当駅を含む旧線（東枇杷島信号所 - 押切町駅間）が廃止される。

## 隣の駅
名古屋鉄道
一宮線
押切町駅 - 平野町駅 - 東枇杷島駅